# Ангел войвода (село)
Вижте пояснителната страница за други значения на Ангел войвода.
А̀нгел войво̀да е село в Южна България, община Минерални бани, област Хасково.

## География
Селото се намира на около 25 km югозападно от областния център град Хасково, 13 km юг-югозападно от общинския център село Минерални бани и 23 km север-северозападно от град Кърджали. Разположено е върху терен с хълмист релеф в северозападната част на Източните Родопи. Надморската височина при джамията в източния му квартал е около 435 m.
На запад през около 300 – 350 m един от друг има още два квартала на селото, между които тече малка река (Алачам дере), десен приток на Харманлийска река.
Общински път от село Ангел войвода води:
- на североизток през село Боян Ботево до връзка в село Караманци с третокласния републикански път III-506 и по него на север през село Минерални бани към град Димитровград, а на югоизток към връзка с първокласния републикански път I-5;
- на югоизток през село Винево до връзка с второкласния републикански път II-58.

Населението на село Ангел войвода, наброявало 403 души при преброяването към 1934 г., нараства до 684 към 1997 г. и постепенно намалява до 397 (по служебен документ на НСИ от 31.12.2023 г.) към 2023 г.
При преброяването на населението към 1 февруари 2011 г., от обща численост 443 лица за всички е посочена принадлежност към „турска“ етническа група.

## История
Старото име на селото е Кумрулар/Кумбурлар. Намира се на територията на България от 1885 до 1886 г. и след 1912 г. Преименувано е на Ангел войвода с министерска заповед 3775, обнародвана на 7 декември 1934 г.
Училище в село Ангел войвода съществува от 1947 г. – Народно начално турско училище „Назъм Хикмет“. През 1960 г. е преименувано на Народно начално училище „Христо Смирненски“. От септември 1989 г. е разкрит среден курс – V – VIII клас, и училището става основно. Поради трайна тенденция на намаляване броя на учениците, от 1 септември 2008 г. училището е закрито. Учениците са пренасочени към училището в село Караманци.

## Религия
Изповядваната религия в село Ангел войвода е ислям. Молитвеният дом в селото е джамия .

## Обществени институции
Село Ангел войвода към 2024 г. е център на кметство Ангел войвода.

## Културни и природни забележителности
На около 500 m западно от селото, върху скалист връх‚ известен под името Асара, има останки от предполагаемо тракийско светилище.